# Noskowo (wieś w województwie zachodniopomorskim)
Noskowo (niem.: Notzkow) – wieś w Polsce, położona w województwie zachodniopomorskim, w powiecie sławieńskim, w gminie Sławno.
W latach 1975–1998 miejscowość położona była w województwie słupskim.
Pierwszą wzmiankę o Noskowie (1317 r.) znajdujemy w dokumencie, w którym książęta Bogusław V, Barnim IV i Warcisław V potwierdzają przywileje miasta Sławno. Wśród świadków tego wydarzenia był Stanislaus de Nossikow. Jego pieczęć przedstawia go jako członka rodziny Prich. 
Przez wieki dobra Noskowa należały do rodziny Zitzewitzów i Kleistów. Była to : zabytkowa zabudowa gospodarcza będąca świadectwem historycznych dziejów wsi, część z nich datowana jest na XIX w.; dom leśniczego z XIX w. 
Jednak najciekawszym miejscem w Noskowie jest pałac wybudowany w końcu XIX wieku, otoczony zabytkowym parkiem, do którego prowadzi droga, przy której rosną dwa dęby. Obwody ich pni wynoszą 480 i 450 cm. 